# عماد البهات
عماد عطية علي البهات، مخرج، سيناريست وسينمائي مصري من مواليد القاهرة، 20 مايو 1970. تتلمذ على يد المخرج العالمي يوسف شاهين وعمل مساعد مخرج في عدد من أهم افلامه، المهاجر (1994)، المصير (1997) وسكوت حنصور (2001). عمل البهات في بداياته في مجال إنتاج أعمال
ومواد فلمية وثائقية ودعائية لصالح قنوات تلفزة أوروبية. البهات كان من أوائل السينمائيين المطالبين بالغاء الرقابة على المصنفات الفنية بعد ثورة 25 يناير 2011. من أفلامة البلياتشو واستغماية.

## بداياته
كانت بداية البهات في السينما مع أوائل التسعينات، عمل كمساعد مخرج مع كل من المخرج داوود عبد السيد والمخرج يسري نصر الله وكان من المخرجين القلائل الذين حالفهم الحظ بالعمل تحت اشراف المخرج العالمي، العبقري يوسف شاهين الذي شجعه وكان بمثابة عراب له. تأثر البهات بمفردات شاهين السينمائية وباحساسه العالي وعمل كمساعد مخرج بعدد من أهم أعمالة. في عام 2004 بدأ عماد البهات بكتابة أول أعماله السينمائية، استغماية، وقد شارك سيناريو فيلم استغماية في مهرجان قرطاج السينمائي في تونس وحصل على منحة من المركز القومي الفرنسي لصناعة السينما وكذلك شارك الفيلم، في مهرجان القاهرة السينمائي الدولي ومهرجان دبي الدولي للأفلام في نفس العام، 2006. في عام 2007 شارك مع السيناريست/ محمد الفقي في كتابة سيناريو فيلمه الثاني البلياتشو. 

## أفلامه
البلياتشو: 2007 مشاركة في السيناريو وإخراج.

استغماية: 2006 تأليف وإخراج.

### البلياتشو 2007
فيلم من إنتاج الشركة العربية للإنتاج والتوزيع السينمائي بطولة هيثم أحمد زكي، أحمد راتب، فتحي عبد الوهاب، سوسن بدر، هيدي كرم، دينا، عبد الله مشرف. تدور أحداث الفيلم في إطار تشويقي حول لاعب ترابيز في سيرك يواجه أزمة حقيقية تدمر حياته البسيطة، ويرصد الفيلم من خلال شخصية «البلياتشو» قضايا القهر والطغيان الذي يتعرض لهما بعض البسطاء، كما يتعرض الفيلم للعديد من القضايا الاجتماعية، والسياسية التي تهم المجتمع المصري. شارك عماد البهات السيناريست / محمد الفقي في كتابة السيناريو، بالإضافة إلى إخراج الفيلم.

### استغماية 2006
يجتمع بعض الأصدقاء الشباب للاحتفال بزواج إثنين منهم بعد أن قاطعهم آباء وأقارب العروسين ويقترح أحدهم أن يلعبوا لعبة التقمص حيث يقوم كل واحد منهم بتمثيل شخصية أخر كما يرأه كاشفاً جوانب شخصيته السلبية والإيجابية ويستمر كل واحد في دوره حتى نهاية الليل، يوسف مخرج سينمائي عائد من فرنسا بعد منحة دراسية لمدة 3 سنوات حبيبته السابقة الطبيبة سلمى من أسرة محافظة وتربت في السعودية، شريف وليلى العروسان يعملان كراقصين وقد لفظهما المجتمع لأن علاقتهما قد بدأت قبل الزواج بسنوات ومصطفى صحفي يساري دائماً ما يقدم أفكاره على أنها حقائق مؤكدة ويحيى كابتن بحري سابق وهو الذي يقترح اللعبة، بطولة أحمد يحيى، سارة بسام، هيدي كرم، نبيل عيسى، عمرو ممدوح، مساعد مخرج أمير رمسيس، تأليف وإخراج عماد البهات.

## فيلموغرافيا
| العام | الفيلم               | ملاحظات |
| ----- | -------------------- | --- |
| 2007  | البلياتشو            | مشاركة في السيناريو وإخراج |
| 2006  | استغماية             | سيناريو وإخراج مهرجان القاهرة السينمائي الدولي (2006) مهرجان دبي السنمائي الدولي(2006) مهرجان قرطاج السينمائي (2004)، جائزة المركز القومي الفرنسي لصناعة السينما |
| 2003  | إسكندرية نيويورك     | مساعد مخرج أول فيلم ليوسف شاهين |
| 2002  | أحداث 11 سبتمبر 2001 | مساعد مخرج أول فيلم ليوسف شاهين |
| 2001  | سكوت حنصور           | مساعد مخرج أول فيلم ليوسف شاهين |
| 1999  | Le Nil               | مساعد مخرج ثاني فيلم ياباني |
| 1998  | المدينة              | مساعد مخرج أول فيلم ليسري نصرالله |
| 1997  | الخيانة الجنسية      | مساعد مخرج ثاني فيلم فرنسي لرندة كحال |
| 1997  | المصير               | مساعد مخرج أول فيلم ليوسف شاهين |
| 1996  | Akhenaton            | Assistant and Casting Directo Documentary Movie for the German channel ZDF                                                                                       |
| 1995  | يوسف شاهين           | مساعد مخرج أول فيلم وثائقي من 12 جزء عن حياة المخرج العالمي يوسف شاهين، إخراج محمد شبل                                                                           |
| 1994  | المهاجر              | مساعد مخرج فيلم ليوسف شاهين |
| 1993  | أرض الأحلام          | مساعد مخرج فيلم لداوود عبد السيد |
| 1993  | مرسيدس               | مساعد مخرج فيلم ليسري نصرالله |

## وصلات خارجية
- عماد البهات على موقع IMDb (الإنجليزية)
- عماد البهات على موقع الدهليز
- عماد البهات على موقع قاعدة بيانات الأفلام العربية
- عماد البهات على موقع قاعدة بيانات الفيلم (الإنجليزية)

المخرج عماد البهات على الفيس بوك عماد البهات  على فيسبوك.